# Ilteriš kagan
Ilteriš kagan (staroturško 𐰃𐰠𐱅𐰼𐰾:𐰴𐰍𐰣, latinizirano: Elteris čajan, kitajsko: 頡跌利施可汗/颉跌利施可汗; pinjin: Xiédiēlìshīkěhàn) z osebnim imenom Ašina Kutlug (阿史那骨篤祿/阿史那骨笃禄; āshǐnà gǔdǔlù) je bil ustanovitelj Drugega turškega kaganata, ki je vladal v letih 682–691, * ni znano, † 691. 

## Zgodnja leta
Ilteriševa zgodnja leta so zelo malo znana. Bil je daljni sorodnik Ilig kagana, ki je vladal kot zadnji kagan Vzhodnega turškega kaganata. Po Stari knjigi Tangov je njegov oče služil pod poveljstvom Šeli Juanjinga, vojaškega guvernerja Junžonga v Protektoratu Čanju. 
Vir izrecno omenja njegov dedni naziv tutunčuo (staroturško tudun čor), kar je v nasprotju z napisom na steli, posvečeni Kul Tiginu. V tem napisu je navedeno, da je imel Ilterišev oče naziv guduolu šjedžin, ki je kitajski prevod staroturškega kutlug irkin. Vse to morda kaže, da je Ilteriševo ime Kutlug morda od očeta podedovan naziv in ne njegovo osebno ime. V Tonjukukovem napisu je omenjen kot šad, se pravi vojaški poveljnik.

## Zgodovina

### Upor
Po zadušitvi neuspešnega upora Ašina Funjena leta 681 se je proti dinastiji Tang dvignil Ilteriš kagan. Uspel je zbrati vojsko več kot 5.000 mož, delno sestavljeno iz ostankov turških upornikov. Njegove prve akcije so bile osredotočene na vojsko dinastije Tang in konfederacijo Oguzov na severu Kitajske.
Njegov napad na obmejne regije dinastije Tang so se začele 12. julija 682 z napadom na prefekturo Lan in usmrtitvijo prefekta Vang Damaa. Pol leta kasneje so začeli Turki zaradi slabih vremenskih razmer na njihovem ozemlju pleniti obmejne dele prefekture Bing. Kitajci so se na plenjenje odzvali z imenovanjem generala Šue Renguija za branilca province Jun pred napadi Turkov. V neposrednem spopadu so bili Turki poraženi in imeli več tisoč mrtvih. Napadi Turkov so se kljub temu nadaljevali. Leta 683 so oblegali Čanju in ubili njegovega guvernerja Džang Šingšija. Kasneje so ubili tudi Li Sidžana, guvernerja prefekture Ju.
Ekspedicijo proti Turkom je vodil Cuj Džibjan, vojaški guverner prefekture Feng. Zaradi njegovih porazov in velikih izgub se je kitajski dvor skoraj odločil zapustiti prefekturo Feng. Zaradi nasprotovanja njenega prefekta Tang Šjudžinga se to ni uresničilo. Med junijem in julijem 683 so Turki začeli napadati prefekturo Lan in porazili pomočnika generala Jang Šuandžija. 8. decembra 683 se je začela nova ekspedicije proti Turkom pod poveljstvom Čeng Vutinga.

### Poraz Tokuz Oguzov in osvojitev Otukena
Leta 684 je Ilteriš kagan svojo pozornost usmeril v stepe in začel svojo kampanjo proti Tokuz Oguzom, plemenski zvezi devetih plemen, nastali po razpadu Vzhodnega turškega kaganata. Po podjarmljenju Vzhodnih Turkov s strani Kitajske leta 630 je konfederacija vladala v Otukenu, simboličnem središču Turkov. Izgon Oguzov in osvojitev Otukena sta bila nujno potrebna za utrditev Ilteriševega položaja kagana vseh Turkov. 
Kagan je premagal oguško vojsko 3.000 mož in leta 684 osvojil Otuken. Po osvojitvi je spodbudil Oguze, da so se obrnili proti Tangu, kar je cesar razumel kot nov upor. Proti njim je poslal vojsko 30.000 mož iz Zahodnega turškega kaganata pod poveljstvom generala Tjan Jangminga. Oguzi, predvsem Ujguri, so se predali Tangu in bili preseljeni v protektorat Anbej. Druga plemena, med njimi Tongra in Pugu, so se še naprej upirala, zato je Tang proti njim poslal generala Liu Džingtonga. Zaradi velikih izgub in lakote so se uporniki predali in bili preseljeni v Heši, kar je Vzhodnim Turkom omogočilo popolno prevlado in ponovno naselitev Otukena.

### Pohod v Šandong
31. agusta 684, Ilteriš kagan in Ašide Juandžen napadla prefekturo Šuo, ki jo je branil general Čeng Vuting. Turki so zaradi sposobnega generala naleteli na težave, generalova vpletenost v politični škandal in posledična usmrtitev pa sta Turkom omogočila, da so med 11. marcem in 16. majem 685 brez večjih težav plenili v prefekturah Šuo in Daj. V spopadu z generalom Čunju Čupingov v prefekturi Šin so Kitajci izgubili okoli 5.000 vojakov.
Cesar je leta 686 proti Turkom poslal generala Heiči Čangdžija. Turki so najprej doživeli manjši poraz, potem pa so bili po neuspelem napadu na kitajski tabor popolnoma uničeni. Dejstvo, da v kitajskih virih v bitki nista omenjena niti Ilteriš niti Ašide Juandžen, kaže, da je bila glavnina turške vojske takrat v puščavi Gobi in je zatem vdrla globoko na kitajsko ozemlje in plenila. Cesar je proti njej poslal generala Heičija, ki je uspel ustaviti in poraziti Turke. Mesec kasneje je tanški general Cuan Baobi nameraval poloviti ostanke poražene turške vojske. General je kljub prepovedi samovoljno odšel v Gobi. Njegova vojska je bila 19. novembra poponoma uničena, on sam pa je bil na cesaričin ukaz usmrčen.

### Tanško-onoško-kirgiška koalicija proti Turkom
Po zmagi nad generalom Cuan Baobijem se je začel Ilteriš kagan obračati proti zahodu. Tonjukukov napis kaže, da so dinastija Tang, Onok (Zahodni Turki) in Kirgizi oblikovali zavezništvo, da bi s skupnimi močmi uničili novonastalo državo.
Tonjukuk je Ilteriš kaganu svetoval, naj najprej napade Kirgize. Kaganova vojska je po desetdnevnem pohodu presenetila speče Kirgize in jih popolnoma uničila. Njihov kagan je bil po predaji usmrčen, preostali kirgiški vojaki pa so se pridružili Ilteriševi vojski. Sledil je napad na Turgeš kagana. Ilteriš kagan se je moral pred tem vrniti v Otuken, da bi se udeležil pogreba svoje žene Ilbiga hatun. Svojo vojsko je prepustil svojemu sinu Inel kaganu in svojemu bratu Tarduš šadu, dejanski poveljnik pa je bil Tonjukuk. Turška vojska je prečila Irtiš in v bitki na Jariški ravnici popolnoma porazila Turgeševo in kitajsko vojsko. Turgeš šad in jabgu sta bila usmrčena. Turki so se zatem razširili proti zahodu in pobirali davke od tamkajšnjih ljudstev, tudi od Toharov in Sogdijcev.

## Kasnejše življenje in smrt
O kasnejšem kaganovem življenju je malo znanega. Tonjukukov napis omenja samo to, da ga je po smrti nasledil sedemindvajsetletni brat Kapagan kagan. Z analizo Kul Tiginovih in Bilge kaganovih napisov so zgodovinarji izračunali, da je umrl leta 691.

## Kultiginov spominski kompleks
Ilteriš kagan je omenjen v 10.-12. vrstici Kultiginovega napisa, ki se glasi: 
Nato je Tengri, turška sveta zemlja in voda, rekel takole: "Da turško ljudstvo ne bi šlo v propad in da bi bilo spet narod, so mojega očeta Ilteriš kagana in mojo mater Ilbilga katun dvignili na vrh in ju posadili na prestol. Moj oče, kagan, je zbral sedemnajst pogumnih gospodov ... Tengri jim je dal moč. Vojska mojega očeta je bila kot volkovi, njegovi sovražniki so bili kot ovce ...

## Zapuščina
Kutlu, Kutluk, Ilter in Ilteriš so pogosta turška moška osebna imena, ki se dajejo v spomin na Ilteriš kagana. 
Mihalj Dobrovic je prepričan, da je Ilteriš kagan spremenil spremenil lateralni sistem nasledstva v primogenituro in se tako poskušal izogniti usodi Prvega turškega kaganata.
23. avgusta 2022 so v Hangajskih gorah v mongolski Otukenski regiji odkrili njegov spominski kompleks in napis v turškem in sogdijskem jeziku.

## Vir
- Christian, David (1998). A History of Russia, Central Asia, and Mongolia, Volume I. Blackwell Publishers. ISBN 0-631-20814-3.

| Ilteriš kagan Klan AšinaRojen: ni znano Umrl: 691 |                                         |                          |
| Vladarski nazivi                                  |                                         |                          |
| Predhodnik: nihče Ašina Funjan (zahtevnik)        | Kagan Drugega turškega kaganata 681–691 | Naslednik: Kapagan kagan |